# 呂号第百潜水艦
|          |                                                             |
| 艦歴     |                                                             |
| 計画     | 昭和16年度計画（マル臨計画）                                |
| 起工     | 1941年6月30日                                               |
| 進水     | 1941年12月6日                                               |
| 就役     | 1942年9月23日                                               |
| その後   | 1943年11月25日触雷沈没                                      |
| 除籍     | 1944年2月5日                                                |
| 性能諸元 |                                                             |
| 排水量   | 基準：525トン 常備：601トン 水中：782トン                   |
| 全長     | 60.90m                                                      |
| 全幅     | 6.00m                                                       |
| 吃水     | 3.51m                                                       |
| 機関     | 艦本式24号6型ディーゼル2基2軸 水上：1,000馬力 水中：760馬力 |
| 電池     | 1号15型120個                                                |
| 速力     | 水上：14.2kt 水中：8.0kt                                    |
| 航続距離 | 水上：12ktで3,500海里 水中：3ktで60海里                     |
| 燃料     | 重油：50トン                                                |
| 乗員     | 38名                                                        |
| 兵装     | 25mm機銃連装1基2挺 魚雷発射管 艦首4門 53cm魚雷8本           |
| 備考     | 安全潜航深度：75m                                           |

呂号第百潜水艦（ろごうだいひゃくせんすいかん）は、日本海軍の潜水艦。呂百型潜水艦（小型）の1番艦。

## 艦歴
1941年（昭和16年）の昭和16年度計画（マル臨計画）により1941年6月30日、呉海軍工廠で起工。1941年12月6日進水。 1942年（昭和17年）9月23日に竣工し、二等潜水艦に類別。同日、横須賀鎮守府籍となり、訓練部隊である呉鎮守府呉潜水戦隊に編入された。
12月15日、第八艦隊第7潜水戦隊に編入。
20日、呂100は横須賀を出港し、28日、トラックに到着。1943年（昭和18年）1月6日、トラックを出港したが機関故障により引き返した。修理の後2月3日にトラックを出港。6日、ラバウル北西沖で浮上航走中、零式水上偵察機から誤爆されるも、ダメージは軽微で済んだ。7日にラバウルに到着。8日にラバウルを出港し、ポートモレスビー沖で哨戒を行う。14日1630、ポートモレスビー南南西40浬地点で輸送船団を発見。潜航して2.5ノットで攻撃地点に移動する。しかし、護衛の米駆逐艦に発見され、それに気づいた呂100は深度43mへ急速潜航した。米駆逐艦は爆雷12個を投下。爆雷の爆発により潜望鏡が2本とも破損し、機関室と司令塔に浸水。艦は艦首を上にして傾斜するも、その後水平に戻った。20日、ラバウルに帰投し修理を受ける。
修理完了後の4月1日、呂100はラバウルを出港し、い号作戦参加のためガダルカナル島南東沖に向かったが、ジャイロスコープが故障したため哨戒を中止。12日にラバウルに到着。15日、第8潜水戦隊は南東方面艦隊所属となる。
4月22日、呂100はラバウルを出港し、ガダルカナル島南東沖に進出。5月14日、ラバウルに到着。
5月27日、呂100はラバウルを出港し、ガダルカナル島南東沖に進出。6月20日、ラバウルに到着。
7月2日、呂100はラバウルを出港し、レンドバ島南東沖に進出。その後、夜にニュージョージア島の米軍飛行場を潜望鏡偵察するためにブランチェ水道内で潜航中、座礁。魚雷発射管2本と燃料タンクが損傷した。その後、シンボ島の不時着搭乗員を救助し、ブインに移送した。12日、ラバウルに到着。
8月7日、呂100はラバウルを出港するが、出港後に7月の座礁事故で損傷していた燃料タンクから燃料が漏れているのがわかり、一旦ラバウルに戻って応急修理した後再度出港。8日、ブカ島北東沖を浮上航走中、米潜に発見されて魚雷4本を発射されるが、幸いにも命中しなかった。同日夜、セント・ジョージ岬付近を浮上航走中、米PBY カタリナに発見され、爆弾2発を投下される。呂100は急速潜航して退避した。11日、ラバウルに到着して修理を受ける。その後、ラバウルを出港して哨戒を行い、9月初めにラバウルに到着。哨戒中の8月20日、呂101、呂104、呂105、呂106と共に第51潜水隊を編成する。
9月7日、呂100はラバウルを出港し、ニューギニア北方沖で哨戒。18日、ラバウルに寄港した後、トラックに移動して整備を受ける。
11月10日、呂100はトラックを出港し、19日にラバウルに到着。ゴム製の容器入りの食糧を積み込む。23日0500、呂100は輸送物資を乗せてラバウルを出港。11月25日、ブイン北口水道オエマ島西方で浮上航走中、左舷中央部に触雷。爆発により艦橋にいた艦長の大金久男大尉と見張り員が海上に投げ出された。機関長が急速に沈む呂100を放棄するよう指示。その後呂100は沈没した。生存者はブインに向かったが、途中で鮫に襲われて死亡する者がでた。生存者12名が救助された。艦長の大金久男大尉以下乗員38名が戦死。沈没地点はオエマ島西方2浬地点付近、南緯06度50分 東経155度58分 / 南緯6.833度 東経155.967度。
1944年（昭和19年）2月5日に除籍された。

## 歴代艦長

### 艤装員長
- 坂本金美 大尉：1942年5月30日 - 9月23日[5]

### 艦長
- 坂本金美 大尉：1942年9月23日 - 1943年8月30日[5]
- 関教孝 大尉：1943年8月30日 - 9月10日[5]
- 大金久男 大尉：1943年9月10日 - 11月25日戦死[5]